# Regulus
Regulus (Alfa del Lleó / α Leonis) és l'estrella més brillant de la constel·lació del Lleó, amb una magnitud aparent d'1,36 i està situada a uns 77,5 anys llum del sistema solar.
Es tracta d'una estrella relativament jove, de només uns pocs centenars de milions d'anys, amb una massa unes tres vegades superior a la solar. Gira sobre si mateixa molt ràpidament, en només unes 16 hores, cosa que provoca que tingui una forma considerablement oblata, i que els pols siguin força més calents i brillants que l'equador. Cal destacar que, si giravoltés només un 10% més ràpid, la seva pròpia gravetat no seria capaç d'evitar que es desintegrés.
Regulus està acompanyada per dues estrelles que formen per si mateixes un sistema binari: Regulus B (de magnitud 8,1) i Regulus C (de magnitud 13), separades unes 100 ua de l'estrella principal (equivalent a un angle de 4,2").
El seu nom en llatí significa 'reietó' o 'príncep'. També es coneix amb el nom de Cor Leonis ('el cor del lleó') o amb el seu equivalent derivat de l'àrab Kabelaced o Al Kalb Al Assad, de القلب الأسد (al-qalb[u] al-´asad).